# Enrique Riva Palacio Galicia
Enrique Riva Palacio Galicia (Ozumba, Estado de México; 16 de febrero de 1944) es un ingeniero civil, académico y político mexicano. Su trayectoria profesional abarca importantes cargos en la administración pública, el sector educativo y la vida legislativa de México, destacándose por su especialización en infraestructura, transporte y desarrollo urbano.

## Trayectoria
La carrera de Enrique Riva Palacio Galicia se ha caracterizado por ocupar puestos clave tanto en el ámbito público como en el educativo:

### En la Administración Pública
Su experiencia en el sector público incluye cargos de alta responsabilidad:
- Jefe de Mantenimiento (Obra Civil) del Sistema de Transporte Colectivo Metro de la Ciudad de México.
- Director General de Regulación y Fomento de la Secretaría de Pesca.
- Secretario de Comunicaciones y Transportes del Gobierno del Estado de México. Durante su gestión, participó en la construcción y modernización de importantes autopistas como La Finca – Ixtapan de la Sal, Toluca – Atlacomulco, Venta de Carpio - Texcoco - Ixtapaluca - Chalco, Chamapa - Lechería, Los Remedios - Ecatepec, Huehuetoca – Ecatepec, y la Línea B del Metro Nezahualcóyotl-Ecatepec, además de más de 600 kilómetros de carreteras en el Estado de México.
- Secretario de Desarrollo Urbano y Obras Públicas del Gobierno del Estado de México. En este rol, supervisó la elaboración del Plan de Desarrollo Urbano Estatal y los Planes de Desarrollo Urbano Municipal de los 125 municipios del Estado de México, así como la regularización de la tenencia de la tierra de aproximadamente 20,000 predios irregulares.
- Director General del Organismo Público Descentralizado Sistema de Autopistas, Aeropuertos, Servicios Conexos y Auxiliares del Gobierno del Estado de México.
- Director de Planeación y Desarrollo Estratégico en Aeropuertos y Servicios Auxiliares (ASA).

### En el Ámbito Legislativo
Riva Palacio Galicia también ha ocupado cargos de elección popular como Diputado Federal en dos ocasiones:
- LII Legislatura del Congreso de la Unión: Fue Secretario Técnico de la Comisión Especial para investigar la explosión en las instalaciones de PEMEX en San Juan Ixhuatepec, Estado de México, en 1984.
- LIV Legislatura del Congreso de la Unión: Presidió el Comité de Reconstrucción de la Cámara de Diputados tras el incendio de 1989.

### En el Sector Educativo
Su compromiso con la educación se refleja en su trayectoria académica:
- Rector de la Universidad Tecnológica Fidel Velázquez. Bajo su rectorado, la universidad experimentó un notable crecimiento y mejora en su calidad educativa, siendo reconocida en 2014. Logró un porcentaje de empleabilidad del 86.7% de los ingenieros egresados, incrementó la matrícula anual de 401 a 6,652 estudiantes, y contribuyó a la titulación de 6,130 ingenieros. Gestionó un incremento significativo de la infraestructura universitaria, logró la afiliación de la universidad a la ANUIES, creó la Entidad de Certificación de Competencias Laborales del CONOCER, e impulsó la movilidad internacional de 501 estudiantes y 27 docentes. Consolidó la vinculación con el sector productivo mediante la firma de 1,497 convenios de colaboración.
- Catedrático en la Maestría de Infraestructura Carretera, Transporte masivo y colectivo en la Facultad de Ingeniería de la Universidad Autónoma del Estado de México (UAEMex).

## Academia
Riva Palacio Galicia es Ingeniero Civil egresado de la Facultad de Ingeniería de la Universidad Nacional Autónoma de México (UNAM). Posteriormente, obtuvo una Maestría en Ciencias de la Educación. Complementó su formación con estudios de alta especialidad, que incluyen:
- Ingeniería de Metros y Transportes Masivos en el Tokio International Center, Japón.
- Especialidad en Control de Agrietamientos y Deflexiones en Estructuras de Concreto en CIBA GEIGY, Suiza.
- Diplomado de Intermediación Inmobiliaria en la Asociación Mexicana de Profesionales Inmobiliarios de la Ciudad de México, A.C.
- Diplomado en Bienes Raíces en el Instituto de Investigaciones Inmobiliarias de la Ciudad de México, A.C.

Además, cuenta con un certificado de membresía como profesional inmobiliario otorgado por la Asociación Mexicana de Profesionales Inmobiliarios de la Ciudad de México
Entre otras.

## Vida política
Ingreso al Partido Revolucionario Institucional en 1973, fue Diputado Federal en las siguientes legislaturas:
- LII Legislatura del Congreso de la Unión de México.

- LIV Legislatura del Congreso de la Unión de México.

El Ingeniero Enrique Riva Palacio desempeño varios cargos dentro del Partido Revolucionario Institucional, mencionando lo más destacados:
1. Delegado General en Coahuila, Chiapas y Campeche
2. Delegado en las ciudades de Salina Cruz (Oaxaca), Reynosa (Tamaulipas),Nogales(Sonora), León (Guanajuato), Monclova (Coahuila), San Luis Potosí (San Luis Potosí) y Naucalpan ( México).
3. Miembro del Foro Nacional Permanente de Legisladores.
4. Miembro de la Comisión de Desarrollo Regional del Consejo Político Nacional.
5. Consejero Político Nacional.

En el Estado de México:
1. Secretario General del CDE.
2. Secretario de Organización del CDE.
3. Secretario General del Sector Popular del CDE.
4. Presidente por prelación del CDE

CDE.- Comité Directivo Estatal del Estado de México.
Dentro del Instituto de Estudios Políticos Sociales y Económicos(IEPES), fue miembro de la Comisión de Vialidad y Transporte, Secretario de la Comisión de Transporte Urbano y Asesor sobre Transporte Metrpolitano.

## Desempeño Gremial
El Ingeniero Riva Palacio presidio las siguientes organizaciones gremiales:
- Presidente de la Sociedad Mexicana de Ingenieros A.C. (SMI) XVI Comité Ejecutivo Nacional.
- Presidente de la Asociación de Ingenieros y Arquitectos de México A.C.(AIAM).

La AIAM es la Asociación de profesionales más antigua en Latinoamérica, fue promovida e impulsada en 1868 por el entonces presidente de la República, Benito Juárez García. La Asociación de Ingenieros y Arquitectos de México,es la responsable de designar el Premio Nacional de Ingeniería y Arquitectura cada año.
En su gestión como Presidente de la AIAM, el Ing. Enrique Riva Palacio Galicia le entregó el Premio Nacional de Ingeniería 2018 al Ingeniero Carlos Slim Helú y el Premio Nacional de Arquitectura 2018 al Arquitecto Joaquín Álvarez Ordoñez.
Desde 2024, es Académico Titular de La Academia Mexicana de Ingeniería
- Presidente de la Comisión Metropolitana de Transporte y Vialidad.
- Presidente de la Comisión Metropolitana de Asentamientos Humanos.
- Presidente del III CEN de la Sociedad de Profesionales y Técnicos al Servicio del Transporte Colectivo A.C. (Metro de la Ciudad de México).
- Presidente de la Generación 66-70 de la Facultad de Ingeniería de la Universidad Nacional Autónoma de México.

Ha sido miembro de diversas Organizaciones y Asociaciones, como:
- Socio de la Sociedad Mexicana de Geografía y Estadística.
- Socio de la Sociedad Mexicana de Geografía y Estadística del Estado de México.
- Miembro del Consejo de Administración del Metro de la Ciudad de México.
- Miembro de la Asociación Francesa de Trabajos Subterráneos.
- Miembro del Colegio de Ingenieros Civiles de México A.C.
- Miembro del Colegio de Ingenieros Civiles del Estado de México A.C.
- Miembro del Instituto de Administración Pública del Estado de México.
- Miembro de la Sociedad de Exalumnos de la Facultad de Ingeniería A.C..
- Miembro de la Sociedad de Exbecarios Mexicanos en el Japón A.C.
- Consejero Propietario por el Consejo de Protección de Biodiversidad y Desarrollo sostenible del Estado de México.

## Representaciones Internacionales
- Miembro Parlamentario de la Red de Mantenimiento de la PAZ de la ONU de Acción Mundial Parlamentaria con sede en Nueva York.
- Representante Legislativo en Tokio Japón, con el presidente de la Comisión de Transporte de la Cámara de Representantes.
- Vicepresidente de la Comisión de Transporte de la Cámara de Representantes.
- Vicepresidente de la Comisión 2 de METROPLIS" Rehabilitación Integral de Barrios en grandes ciudades, con sede en Barcelona, España.
- Representante de Metrópolis ante el Programa de Gestión Urbana de Naciones Unidas (P.G.U.) con sede en Quito Ecuador

## Reconocimientos
Fue condecorado y reconocido con las siguientes preseas entre la más importantes son:
- Al Mérito Literario “Ignacio Manuel Altamirano”. por la Sociedad Mexicana de Geografía y Estadística del Estado de México
- Certficado de Leader in Bussines Managament, otorgado por la Organization "International Union for Quality" con sede en Miami Florida
- Doctor honoris causa, otorgado por la Honorable Academia Mundial de Educación 2010, con sede en Lima-Perú.
- Doctor honoris causa, otorgado por la Organización de las Américas para la Excelencia Educativa (ODAEE), con sede en Río de Janeiro, Brasil.
- Doctor honoris causa, otorgado por el Consejo Iberoamericano de Honor a la Calidad Educativa con sede en Perú
- Miembro de Honor de la IV Cumbre Iberoamericana en Honor a la Calidad Educativa celebrada en Guayaquil-Ecuador
- Egregious Educator (El educador más destacado, el que sobresale por su experiencia y excelencia) otorgado por la Honorable Academia Mundial de Educación, con sede en Lima-Perú. 2008;
- Reconocimiento “Adolfo López Mateos” entregado por la Benemérita Sociedad Mexicana de Geografía y Estadística.
- Presea "José Antonio Álzate Ramírez" entregado por la Benemérita Sociedad Mexicana de Geografía y Estadística.
- Presea "Guerrero Águila" otorgado por la Coalición Nacional de Oradores, Poetas y Escritores Unidos por México A.C. y la Cámara de Diputados de México

Entre otros.

## Congresos Internacionales
Participó en diversos Congresos de carácter internacional, mencionamos los más destacados:
- “Congreso Iberoamericano de Mantenimiento” (Unión Mexicana de Asociaciones de Ingenieros, A.C.) Barcelona, España
- Foro del Mercado Mundial de la Alimentación en Anuga, Colonia. Alemania.
- Conferencia Internacional sobre Nutrición, Roma, Italia.
- Conferencia Internacional de Pesca, Cancún México
- Consejo de Administración de la Asociación Mundial de las Grandes Ciudades (Metrópolis), París, Francia.
- Seminario de lanzamiento de la Red n.º 5 “Políticas Sociales Urbanas del Programa URB-AL de la Unión Europea”.  Montevideo, Uruguay.
- XIV Congreso Internacional de Carreteras de la IFRm, París, Francia.
- Congreso Global de Educación y Liderazgo, San Antonio, Texas.
- Competencias Profesionales para Directivos ( Centro de Internacionalización de Competencias).Yucatán, México
- III Encuentro Internacional de Rectores de Universia, Río de Janeiro, Brasil.
- Encuentro Internacional sobre Vinculación, Educación/ Empresa/ Gobierno/ Sociedad, Estado de México

## Congresos Nacionales
- XII Congreso de Planificación, por la Sociedad Mexicana de Planificación
- Simposio " Cimentación en zonas minadas"
- Simposio "Planeación Urbana"
- Seminario "Vialidad y Transporte Urbano"
- Seminario "Coordinación Metropolitana de Transporte Urbano
- V Congreso de "Ingeniería Económica y Costos"
- IV Congreso Nacional "Grandes Problemas, Grandes Retos"

## Publicaciones
Enrique Riva Palacio Galicia es autor de diversos libros y ha impartido numerosas conferencias, abordando temas de ingeniería y de interés social:

### Libros Publicados
- Reconstrucción de Estructuras
- Planeación del Desarrollo Urbano en el Estado de México
- Perspectivas del Transporte en el Estado de México
- Atrévete
- Lecciones de Vida
- Palabra y Presencia
- Mujer. Experiencia y Reflexiones